# 16-й армейский корпус (Российская империя)
16-й армейский корпус — общевойсковое соединение (армейский корпус) Русской императорской армии. Сформирован в 1888 году. К 5 августа 1914 года был в составе 4-й армии Юго-Западного фронта, 30 августа 1914 года перечислен в состав 9-й армии того же фронта.
Расформирован в январе 1918 года.

## Состав
На 1903 год корпус входил в Виленский военный округ. Штаб корпуса был в Витебске. Состав на 1903 год:
- 25-я пехотная дивизия (Двинск)
- 41-я пехотная дивизия (Витебск)
- 1-я Отдельная кавалерийская бригада (Борисов)[2].

С 1910 года корпус входил в Казанский военный округ. Состав на 18.07.1914:
- 41-я пехотная дивизия
- 45-я пехотная дивизия
- 47-я пехотная дивизия
- 5-я кавалерийская дивизия
- 1-й Астраханский казачий полк
- 16-й мортирно-артиллерийский дивизион
- 16-й сапёрный батальон

## Командование корпуса

### Командиры корпуса
- 01.11.1888 — 14.07.1889[3] — генерал-лейтенант Цёге-фон-Мантейфель, Николай Максимович
- 13.08.1889 — 22.01.1890 — генерал-лейтенант Троцкий, Виталий Николаевич
- 22.01.1890 — 12.02.1891 — генерал-лейтенант Чемерзин, Алексей Яковлевич
- 17.02.1891 — 31.12.1896[4] — генерал-лейтенант (с 06.12.1895 генерал от инфантерии) Рихтер, Александр Карлович
- 12.01.1897 — 01.01.1903 — генерал-лейтенант (с 06.12.1899 генерал от инфантерии) Батьянов, Михаил Иванович
- 13.01.1903 — 19.06.1904 — генерал-лейтенант Ореус, Михаил Фёдорович
- 22.06.1904 — 28.09.1904 — генерал-лейтенант Разгонов, Константин Иосифович
- 28.09.1904[5] — 23.12.1906 — генерал-лейтенант (с 06.12.1906 генерал от артиллерии) Топорнин, Дмитрий Андреевич
- 23.12.1906 — 21.05.1908 — генерал-лейтенант (с 06.12.1907 генерал от кавалерии) Зыков, Иван Сергеевич
- 21.05.1908 — 21.12.1908 — генерал от инфантерии Мешетич, Николай Фёдорович
- 21.12.1908 — 03.03.1911 — генерал-лейтенант Сиверс, Фаддей Васильевич
- 05.03.1911 — 17.03.1911 — генерал-лейтенант Артамонов, Леонид Константинович
- 31.03.1911 — 13.10.1914[6] — генерал-лейтенант (с 14.04.1913 генерал от инфантерии) Гейсман, Платон Александрович
- 13.10.1914 — 13.12.1915 — генерал-лейтенант Клембовский, Владислав Наполеонович
- 13.12.1915 — 08.10.1916 — генерал от инфантерии Саввич, Сергей Сергеевич
- 16.10.1916 — 02.04.1917 — генерал-лейтенант Драгомиров, Владимир Михайлович
- 02.04.1917 — 10.09.1917 — генерал-майор (с 29.04.1917 генерал-лейтенант) Стогов, Николай Николаевич
- 21.10.1917 — хх.хх.хххх — генерал-лейтенант Ярон, Владимир Иванович

### Начальники штаба корпуса
- 11.12.1888 — 19.04.1896 — генерал-майор Черемисинов, Николай Владимирович
- 02.05.1896 — 20.06.1898 — генерал-майор Разгонов, Константин Иосифович
- 02.07.1898 — 06.12.1906 — генерал-майор Гарнак, Александр Леонтьевич
- 12.01.1907 — 02.02.1907 — генерал-майор князь Туманов, Георгий Александрович
- 26.10.1907 — 02.12.1907 — генерал-майор Толмачёв, Иван Николаевич
- 06.12.1907 — 22.10.1914 — генерал-майор Широков, Виктор Павлович
- 31.10.1914 — 18.02.1917 — полковник (с 16.11.1914 генерал-майор) Буймистров, Владимир Иванович
- 19.02.1917 — 10.10.1917 — генерал-майор фон Энгель, Виктор Николаевич
- 01.12.1917 — хх.хх.хххх — генерал-майор барон Арпсгофен, Андрей Владимирович

### Начальники артиллерии корпуса
В 1910 году должность начальника артиллерии корпуса была заменена должностью инспектора артиллерии
Должность начальника / инспектора артиллерии корпуса соответствовала чину генерал-лейтенанта. Лица, назначаемые на этот пост в чине генерал-майора, являлись исправляющими должность и утверждались в ней одновременно с производством в генерал-лейтенанты
- 14.11.1888 — 05.09.1893 — генерал-лейтенант Кульстрем, Фёдор Лаврентьевич
- 07.10.1893 — 27.10.1899 — генерал-майор (с 14.11.1894 генерал-лейтенант) Плазовский, Антон Николаевич
- 05.12.1899 — 28.09.1904 — генерал-майор (с 01.04.1901 генерал-лейтенант) Каханов, Иван Васильевич
- 23.10.1904 — 25.03.1906 — генерал-майор Нищенков, Аркадий Никанорович
- 09.05.1906 — 23.09.1911 — генерал-майор (с 30.07.1907 генерал-лейтенант) Бандровский, Владимир Францевич
- 18.02.1912 — 11.07.1914 — генерал-майор (с 06.12.1912 генерал-лейтенант) Красильников, Владимир Александрович[7]
- 21.07.1914 — 16.02.1917 — генерал-лейтенант Красильников, Владимир Александрович
- 27.02.1917 — хх.хх.хххх — генерал-майор Болховитинов, Алексей Иосифович

### Корпусные интенданты
Должность корпусного интенданта соответствовала чину полковника. Лица, имевшие при назначении более низкий чин, являлись исправляющими должность и утверждались в ней при производстве в полковники
- 24.05.1899 — после 01.01.1905 — подполковник (с 06.12.1900 полковник) Тимохович, Пётр Петрович
- 02.03.1906 — 23.03.1908 — полковник Смирнитский, Владимир Андреевич
- 17.04.1908 — после 01.03.1914 — подполковник (с 10.05.1910 полковник) Богатов, Сергей Дмитриевич

### Корпусные врачи
- на 1889, 1890 — статский советник (с 30.08.1889 — действительный статский советник) Кулешов, Николай Акимович
- 12.07.1892 — 04.10.1898 — статский советник (с 30.08.1893 — действительный статский советник) Тарасевич, Григорий Кириллович
- 11.10.1898 — на 1901 — действительный статский советник Герих, Карл Фридрихович
- на 1902 — 23.05.1904 — действительный статский советник Быстров, Владимир Фёдорович
- 23.05.1904 — после 06.12.1913 — действительный статский советник Кольчевский, Константин Дмитриевич

Участие в Первой мировой войне
Корпус — участник Ченстохово-Краковской операции в ноябре 1914 г., Таневского сражения 18 – 25 июня 1915 г. и Люблин-Холмского сражения 9 - 22 июля 1915 г. Сражался на Висле. Действовал в декабре 1915 г. в ходе операции на Стрыпе. Участвовал в Наступлении Юго-Западного фронта 1916 г., в т.ч. сражении у Бурканувского леса.